# Augusta (Nowy Jork)
Augusta – miasto w Stanach Zjednoczonych, w stanie Nowy Jork, w hrabstwie Oneida.